# よんでますよ、アザゼルさん。
『よんでますよ、アザゼルさん。』は、久保保久による日本の漫画作品。『イブニング』（講談社）にて、2007年21号から2019年1号まで連載された。同誌が休刊となった際には、「イブニングの休刊を知ったアザゼルさんたち」を描いた読み切りが2023年6号に掲載された。2017年3月時点で累計発行部数は300万部を突破している。
善人とは言い難い人間と、性悪悪魔が繰り広げる騒動を描いたギャグ漫画である。悪魔達のマスコットキャラクターのような可愛くも見える姿とは裏腹に、過激な下ネタギャグ、グロテスクなスプラッター描写、風刺を織り交ぜたブラック・コメディが特徴。

## 登場人物
担当声優はアニメのもの。

### 悪魔
魔界の知的生命体。後述の「グリモア」を使用した人間との契約によって、イケニエと引き換えに使役される。魔界では一般的にイメージされる恐ろしい悪魔の姿なのだが、芥辺探偵事務所に張られた結界やソロモンリングの影響により、人間界では動物にデフォルメされたマスコットキャラクターに近い外見で行動するハメになっている。
アザゼル篤史（アザゼルあつし）
声 - 小野坂昌也
本作品の主人公。見かけは犬面でセミロング、メタボ体型の下級悪魔。趣味はセクハラ。
関西弁で喋り、お笑いにはこだわりがある。他の登場人物をあだ名で呼ぶことが多く、自身も「あっちゃん」と呼称することもある。武器として三叉の槍「性槍セクスカリバー」を持つが、大切に扱っていない。また、依頼によっては上から犬スーツを着こんで、普通の犬に変装する。翼があるため飛行も可能だが飛ぶ描写は多くない。家族構成は母親と、ペットに魔界ハムスターのラッキー（声‐中上育実）がいる。
基本的にいい加減で懲りない性格。学習能力が低く、仕事に関係ないことに集中するなど要領も悪いゆえ、アクタベ・さくまの制裁やグリモアの罰から一番酷い目に遭っている。イケニエには豚足やシャアザクが使われていたが、最近ではただの脂身になるなど扱いがどんどん雑になっている。
魔界での姿は山羊のような下半身とコウモリのような翼を持つところは変わらないが、上半身は筋肉質で、逆立った髪型と額の角も長くなり、精悍な姿となる。コミックス第1巻発売前にイブニング本誌に掲載された「ほんとは恐ろしい悪魔辞典」では、「魔界においてはけっこうイケメンでモテてたりするらしい」と紹介されている。また性格も真の姿に戻るとマスコット時に比べて落ち着きが見られ、常識度が上がる（これはベルゼブブも同様である）。ただし後述の本性などからチンピラに見られることもある。
時に悪魔らしい冷酷な面も見せる一方で、過度の流血を見て気分を悪くしたり、後述のキヨコから殺人を促されて動揺したり、人（子供）が危険にさらされたりしたとき神に祈ったりと、小心で妙に常識的なところもある。常軌を逸脱した行動や言動を取る相手には、まともなツッコミ役に回ることも。
職能：淫奔。性的な本能やフェロモンを操る能力。性器の大小・ホルモンバランスの操作、女性の月経や性的関係の看破などに加え、人間のフェロモンを過剰分泌させて多くの異性を虜にすることができる。応用で一組の男女を恋に落とさせる使い方も可能。究極奥義として、平常時に体内に満たされているエロパワーをすべて放出し、世界中から集めた性欲を萎えさせる負のパワーを相手にぶつけて性的不能にさせる「THE END OF SON（ジ エンド オブ サン）」を持つ。これは威力は大きいがやっている本人にもダメージがある上、隙が大きいためあまり有効な技ではない。
契約者はアクタベであったが、さくまに譲渡された。アクタベの前はマリアが、さくまに譲渡された後は一時的にセーヤや日本国政府と契約していた時期がある。
アザゼルの母親
声 - 高木礼子
パートで働いているアザゼルの母親。
出来の悪い息子に手を焼いており、よく言い合いになる。パーマの髪型にエプロン姿で魔界では骸骨のネックレスをつけている。ガミガミと口うるさい。
息子には呆れながらも呑気に見ていたが、イケニエが脂身と知り、しまいにはそれを受け入れる息子を見たときは「あんたなんか産まなければよかった」と号泣した。
キヨコ
声 - 釘宮理恵
アザゼルと同族の♀。
アザゼル曰く「セフレ」だが、キヨコ自身は満更でもなく、アザゼルは彼女のDVのため別れられずにいる。普段は標準語で喋るが、感情的になると関西弁で話す。アザゼルの母親とも懇意で仲が良い。
アクタベとの契約下でのアザゼルの境遇を心配しており、一緒に人間界にやってきた挙句アザゼルを散々に心配して契約解除まで言いだし、アクタベに呆れられて強制送還されたこともある。その後もやる気のないアザゼルを魔王にするために悪魔らしく殺人や都市の破壊などを暴力をもって促し、手段を選ばない策略を巡らせる。
人間界に現れた時はアザゼルとほぼ同じデザインの犬面だが、魔界での姿はスタイルも良く、可愛らしい美女の姿をしている。口ばかりのアザゼルの背を押し、落ち込む彼を慰めるなど献身的な部分を見せるが、彼のためならどんな汚い手段も躊躇なく行う。アザゼルに対する恋愛感情は本物だが、他に女がいることには構わないようであり、むしろ「イケニエは生娘とかでないと」と推している。ソロモンリングの影響下であっても、同じ影響下にいたとはいえサラマンダーをひじ打ち一発で倒せるほどの戦闘能力を持つ。
ベルゼブブ931世・ベルゼブブ優一（ベルゼブブゆういち）
声 - 神谷浩史
魔界の貴族。獄立大卒のエリート。見かけはペンギンに似た悪魔。アザゼルから「べーやん」と呼ばれる。
ベルゼブブ（蝿の王）の名の通り正体は蝿で、背中に虫の羽がある。飛行能力は非常に高く、肥満の岡田を抱えても難なく飛行可能。食の好みも蝿そのもので、糞尿を好み、能力を最大限高める秘薬と称して山羊の糞を食し、その嗜好は時に己を忘れるほど。本人が「高尚」と言ってはばからないその嗜好をスカトロ呼ばわりされると大いにキレる。その一方で、カレーライスに対して尋常ではないこだわりを持ち、召喚の際のイケニエもさくまの作るカレーで満足し、魔界の屋敷でもカレー状の物を食すシーンがある。魔界での普段の姿は登場悪魔の中では人に近く、その姿を見た多くの女性から「王子」と評されるほど美形。ただし手の部分などは異形で、頭にはハエの両目がついており、魔界で本気になった時は巨大な蝿と化す。
普段の立ち振る舞いは優雅かつ慇懃だが、さくまが失態を演じた時などには、すぐに激昂し暴言を吐く。腕（羽）で物を切断する能力や、カールした髪を伸ばすとバリヤーを張れる能力などを持つ。魔界では貴族の名に違わぬ実力者であり、傲慢なルシファーからも一目置かれている。ルシファー軍に部下を傷つけられ本気で激昂した際には、魔界を滅亡させかねないほどの強さを見せた。
それでいながら、作中の悪魔の中ではオセと並ぶかなりの穏健派かつ常識人であり、さくまがアクタベの留守中にアザゼルに逃亡されて動物化のピンチに陥った際には適切な警告をするなど、使役者に対しても基本的には協力的で、アクタベからも信頼されている。ただし危険を察知するとすぐに寝返ったり、ギャグ漫画的な抜け目のない面も多く見られる。
アザゼルとは「小学校から中学校まで一緒だったが、学力に決定的に差があり、高校進学を機に疎遠になっていた」ような間柄。
職能：暴露。人間の隠れた本質、隠したい物事などを表に暴き出す。能力の一環で、生物に強制的に排便を促す力もあり、強烈な便意で事実上の戦闘不能に陥れることが出来る自称『最強』の能力。強制排便の能力は、芥辺とアイドルのボディーガードとして働いていたアンダインにも効いていたことから、地上生物だけでなく悪魔にも有効であると考えられる。
契約者はさくま。
サラマンダー公威（サラマンダーきみたけ）
声 - 中井和哉
赤色で馬面なトカゲに似た悪魔。ふんどしを着用し、武器として愛刀「孫六」を持つ。アザゼルからは「マンダはん」と呼ばれる。
漢（おとこ）、武士（もののふ）であることを尊び、男尊女卑を絵に描いたような立ち振る舞いをする。徹底的に「雌」を嫌い、初登場からさくまに唾を吐きかけ続けている。現代の日本（女尊男卑）を憂い、男尊女卑の世を実現すべく革命を訴え、男根主義的な発言を伴いながら決起を呼びかけている。その一方で暴行を受けることに悦びを感じ、何かと自身を恥じて切腹しようとするなどマゾヒズムの気がある。
職能：革命。その本質は言霊で、有言実行させる能力。嘘やお世辞、言い間違いであろうと能力を使えばそれが相手の本心になり、行動原理や考え方を根本から変化させてしまう＝既存の価値観を破壊できる。しかし、対象となる言葉を相手が発しないことには能力を発動できない。最終奥義である「黒蜥蜴」は、精神だけでなく身体の変化まで引き起こすほどの力がある。
契約者は岡田。その後アクタベを経てさくまに譲渡された。
アンダイン恵（アンダインめぐみ）
声 - 小林ゆう
人魚に似た魚の悪魔。特技は口技。アクタベ曰く、感触はヌメッとしている。
惚れた相手と同じ種族に変身する能力を持ち、アクタベの結界による外見の変化をある程度無視できるが、人間の姿になった時の外見は、魔界の真の姿ではなく、結界の影響を受けた人間界の姿に準ずる。アクタベとの契約時には人間の姿になり、「暗堕陰恵」と名乗ってアクタベの助手として行動したり、さくまの友達主催の合コンや婚活パーティに強引に参加するなどしている。
色々と思い込みが激しい上、惚れっぽい性格。イケニエとして「『好き』と言って」と要求したことを始め、召喚の度に愛の言葉を要求し、アクタベをうんざりさせている。魔界での姿は涼やかな目元の美人であるが、嫉妬深く、自信過剰で勘違いが多く、プライドが高いため不相応に理想も高く、相手に対して何事よりも自分を優先させたがる。その性格ゆえ婚期を逸し、3000代半ばに至っても結婚できずに父親からはタコ型悪魔との見合いを勧められていた。母の病状が進行して余裕をなくす中、結婚アドバイザーの剛利力殺女に師事し女子力を学ぶ。
職能：嫉妬。アンダインが嫉妬した対象からその嫉妬の元凶を奪い去る。その力は大和撫子を海人に、メガネっ娘を裸眼に、二重瞼を一重瞼に、平和な学校を荒廃した世紀末のような世界にするなど、有形・無形・規模を問わず行使される。しかし、アンダインが幸せを感じると能力から解放される。能力はアンダイン自身が対象物に嫉妬しないと発動しないため、故意に能力を利用する場合は対象物に対し細かく嫉妬させる必要がある。
契約者はアクタベ。
モロク義伸（モロクよしのぶ）
声 - 玄田哲章
牛に似た悪魔。アザゼルからは「モッさん」と呼ばれている。アザゼル、ベルゼブブの幼馴染。
さくまが魔法陣内の文字を書き間違えたことで誤って召喚された際にアクタベに泣かされ、心に傷を負ってしまう。
モロクの一族は魔界一凶暴で邪悪な一族として恐れられ、本人も物事を力ずくで解決するタイプであり、行動には暴力を伴っている。仕事には忠実で、グリモアを入手されてからは文句一つ言わずにアクタベに従っている。その一方で、まともなイケニエも用意せず無意味な召喚をしたさくまを牛に変えようとしたり、能力を発揮する機会がなくなった場合に怒りを顕にしたりと、悪魔としてのプライドの高さがうかがえる。また、牛肉製品をバカにされると激怒する。
後に天使サリエルにグリモアを回収され、志半ばにして死亡してしまう。アザゼルやベルゼブブは彼の死に涙を流して悲しんだが、彼が「哀☆カレー博」のイメージキャラクターとなると、掌を返したように彼のぬいぐるみは破壊された。
職能：暴虐。劇中で職能を描写されたことはなく、不明のままだが、アザゼルとベルゼブブはその力が発揮されることを恐れていた。
契約者はアクタベ。
モッさん二世
声 - 玄田哲章
モロク義伸の実弟。兄を一族の恥とし、アクタベへの復讐を誓う。
次代の「モロク」候補者だが、グリモアはまだ消滅したままなので、職能は持たない。しかしそのパワーと凶暴性は確かで、ベルゼブブに末恐ろしいと評価される。ただし、その力ゆえに兄同様に物事を力で解決する性格になってしまっており、グリモアの知識が乏しかったり、忠告を聞き入れられなかったりと頭は弱い。
アクタベへの復讐を目論むが失敗。その際にアクタベの秘密を知ってしまい、死の恐怖の果てに生還は果たしたが、真っ白になって失神している間にぬいぐるみと間違われて発送された。その後、発送先の家から病院、病院から研究所に送られ、改造手術を施されたサイボーグ「メカモッさん」となり一命を取り留める。改造の影響か、研究所の人々を護るべき家族と評する義理堅い性格となっていたが、アクタベの恐怖に屈し自爆した。
ベヒモス
何千年も「面倒臭い」を貫いてきた、象のような長い鼻を持つパンダのような姿の悪魔。アザゼルが「フッカフカや」と頬擦りするほど毛並みは良い。
アクタベでさえ召喚を嫌がるほどの面倒臭がりな上、悪魔らしく言葉や態度に出して人間を見下しており、召喚契約はおろかイケニエの受け取りにもろくに応じようとしない。そのためか、グリモアにも召喚呪文や苦痛を与える呪文以外はほとんど記載がない。痛みよりも面倒臭いのを嫌がるため、力をもって屈服させるのは困難である。その限度を超えた怠惰っぷりのためか、グリモアの罰でさえも非常にゆっくりと進行する。しかし、本気を出すと残像が残るほどの速さでの活動が可能。
職能：怠惰。人間からやる気を奪い取る。
契約者はさくま。
グシオンまさる
声 - 山口登
猿に似た悪魔。背中には翼を持つ。ソロモン72柱の1柱で、序列第11位の良家出身。
ソロモン72中卒とも言われるが、本人の記憶が定かではないので事実関係は不明。
初登場時は魔界本来の姿をしていたが、後にアクタベによってソロモンリングを掛けられ、猿のような見た目となる。
少々痴呆の気があり、物忘れが激しい。悪魔使いの命令には忠実だが、仕事をも忘れることがある。
職能：忘却。人間の記憶を食べてしまう。特に幸せな記憶を好む。また、記憶の返却も可能。その能力の一環として遠く離れた音を聞く力もあるが、実際には被害妄想が入っており、自分をバカにする声ばかり聞こえる。ソロモンリングを掛けられて以降は一気に口数が少なくなり、ボケた発言もしなくなった。
契約者は光太郎で、光太郎の事は気に入っているらしく、よく隣にいたり、頭や背中にしがみついている。
ルシファー
声 - 子安武人
魔界のカリスマを自称する悪魔。さくまも名前を知っており、アザゼルがサインを欲しがるなど自他共に認める有名人。見かけはコアラっぽいが、本性はドラゴン。中日ドラゴンズファンである。
傲岸不遜を絵に描いたような性格をしており、ベルゼブブに対しても上に立って接する。悪魔としての力はずば抜けており、本気を出すと魔界を滅亡させかけてしまうほどの実力者。本来は色黒の美青年の姿をしており、左肩には元々「God bless you」と書かれていたようだが、現在は「bless」を消してさらに文字を書き足し、「God fuck your ass」となっている。口から溶解光線を発する。はっぱを食べることを好むが、雑草でも構わないようである。
たまたまベルゼブブと喧嘩していた際、さくまによってベルゼブブもろとも召喚されてしまう。その後偶然アクタベと遭遇し、彼から契約を迫られるが、十美子に助けを求めて逃走した。アクタベの結界の影響で姿が変わっていたために当初は十美子にルシファーだと気づいてもらえなかった。
職能：傲慢。時間を操る能力を持ち、作中では壊れた物を元に戻したり、十美子の老化を止めて彼女を不老にしたり、イケニエを受諾する前に戻している。
契約者は千波十美子。
モデルは押尾学と、久保がジョナサンで見かけたアマチュアバンドマン。
オセ健太郎（オセけんたろう）
声 - 山口太郎
タヌキに似た下級悪魔。厚い丸メガネを掛け、豹柄のマントを着ている。ソロモン72柱の1柱。彼はアクタベの能力ではなく、小山内のソロモンリングで変化している。
悪魔らしくない気弱な性格かつ常識派で、小山内の無茶な要求にはいつも健気に応えたり、ツッコミを入れたりしている。またいじめられっ子気質であり、アザゼルに体よくエロの模倣をせがまれるなど嫌がらせを受ける。
職能：模倣。物体のコピーを作る能力だが、契約者の記憶を元に模造するため、契約者が模造する物の性質や構造を理解していなければ本物と同等のものを作れない。例として、車を模造すると、構造を知らなければ1分の1サイズのガラクタとなり、微細に知っていれば運転可能な完成品となる。オセ曰く記憶のようによくわからないものをコピーすると「バグってしまう」ことがある。契約者の思い込みや錯誤、勘違いが加わった場合も、時として思わぬ失敗作を生むことがある。
契約者は小山内治。
エウリノーム
声 - 谷山紀章
「死の王」とも呼ばれる上級悪魔。見かけはブタで、鼻は髑髏風で牙を剥き出し目つきが鋭い。リーゼント風の髪型で「死王」と背中に描いた学ランを着たヤンキーファッション。
他人の人生を奪うことに何の躊躇も感じず、人間を絶望の淵に追いやり、魂を刈り取る。その凶悪さを持つ一方、まともな面を見せることもある。
職能：絶望。人間の「希望」を刈り取る。希望を奪われたものは他人を寄せ付けず、自分すら疑い、明日を信じることを辞め、やがては死を望むようになる。
契約者は丸米信希（マルコメ）。マルコメが（アザゼルの呪いのせいで）真実の愛を知り絶望から開放されたため、エウリノームのグリモアはさくまに譲渡され、アクタベの手に渡った。
サルガタナス
声 - 金田朋子
カメの甲羅を身に纏い、ボールギャグを咥えたウサギの姿をした悪魔。口は塞がっているが喋ることはでき、語尾に「ピョン」を付ける。
変人48面相を「ご主人様」と呼び契約者への造反もなく奇行も少ないが、契約者のインパクトが強すぎるだけとも言える。
職能：隠匿。異次元空間へ人や物を自由に隠す。この空間に閉じ込められてしまうと、助けを求める声も姿も消えて視認されなくなってしまう。助けることは不可能なはずだったが、アクタベに空間を素手で破壊され乗り込まれてしまった。
契約者は変人48面相。
インキュバス
声 - 豊永利行
黒猫の姿をした悪魔。ヒツジを模したような着衣が特徴。着用しているサスペンダーの背中の止め具はアザゼルの髑髏のネックレス同様に表情が変化。魔界での真の姿は美しい少年の容姿をしている。有能かつ無害なため、アザゼルとは違い、さくまとの関係は良好だった。
淫魔の世界でも有名なアザゼルを「先輩」「シショー」と呼び、尊敬している様子を見せるその裏で事務所の人間たちにさまざまな嫌がらせを行い、罪をアザゼルになすりつける狡猾さを持つ。アザゼルの母親を寝取り、キヨコをレイプしたように見えたが、実はアザゼルを虚無へ落とし強大な悪魔への覚醒を促すためキヨコから持ち掛けられた狂言だった。しかし、覚醒こそしたものの、それでもうだつのあがらないアザゼルに自信を持たせる目的でキヨコにボコボコにされてしまう。以降はキヨコの舎弟のような描写が見られる。
職能：誘惑。理性や欲求を操作する能力で、睡眠欲を操作し相手を強制的に寝かしつけることもできる。各々に合った異性の夢を見せることで、男女間のトラブルや浮気関連の仕事を変人48面相戦時の失敗の件でヘコんで無断欠勤していたアザゼルの代わりに解決していた模様。
博物館に展示されたグリモアを芥辺が変人48面相のドタバタに乗じて盗み出し、そのままさくまへグリモアを譲渡・契約させている。
イポス
ガチョウのような風貌の悪魔。
小説を書くのが趣味でオトウサムの教団の設定もこの小説を基にしている。
職能：危惧。予言をもたらす卵を産み、孵ったヒナが未来に起きることを話す。回避可能であれば回避方法を教えてくれるが、不可避の未来もある。卵はイボスが原稿を書き上げた直後の魔力の溢れている状態を狙うしかなく、拘束手段（呪文など）がなければ脱稿後の溢れるエナジーを飲みに行くなど他所で発散しようとする。1人につき1つの卵が用意されるため、タイミングさえ合えば複数人を同時に予言することが可能。
契約者はオトウサム。オトウサムの死後は不明。
サタン
角が生えた甲冑に身を包んだ、禍々しい出立の悪魔。
魔界でも存在が謎に包まれており、人間界の知名度も手伝って魔界の真の魔王であると噂される悪魔。アクタベですら契約していた当時に制御に失敗し、惨事を引き起こしたと語っており関与に前向きでなく、グリモアを手にした天使も暴走するなど一線を画す特性をもつ。
その鎧の中身は貧相なゴブリンの少年、ゴブリン五郎で、素顔を出さない人間界でのみ悪魔らしくなる、いわゆる「ネット弁慶」。しかし中身より甲冑の方にいわくがある描写もされており、謎が残る。
グリモアの紛失とアザゼルが甲冑を奪った時期が重なり、再び召喚されることも正体が明かされることも無かった。
職能：憤怒。正義の心を持たせる能力だが、結果として正義が暴走し独善的かつ狂暴になる。中身のゴブリン五郎曰く「おまえは正しい」と囁いただけと言い、職能として発揮されていたかは定かではない。
アシュタロト
ベルゼブブ、ルシファーと並ぶ魔界の御三家の悪魔。人間界にも溶け込み、大人子供の姿を使い分ける狡猾な性格。
日本と契約していると宣言し、内閣総理大臣のみが知る機密に職能が関わっていることから、それらを盾に多大なイケニエを要求する。
契約が解除されれば日本（あるいは世界）が魔界ともども消えるとしており、少子高齢化問題もその1つとされている。
職能は虚飾。嘘を本物と思い込ませる能力。単に事実を誤認させるのみならず、虫を人間に見せた上で人間と変わらないコミュニケーションを取らせるなどの使い道も有している。

### 神・天使
神 / 主（アニメ）
声 - 谷口節（第1期）／小杉十郎太（第2期）
天界の統率者。姿はシルエットとなっており、その全容は不明。能力を行使する時、額に第三の瞳が現れる。ゼルエル曰く「重くてズシリと心に響くが、深い安らぎを与えてくれるような」心地良い声を持つ。
自分を喜ばせる者、自分を好きな者を好む自己中心的な存在。下ネタを嗜み、畳敷きでちゃぶ台のある部屋で本を読みながらごろついている描写もあるなど、俗な部分が色濃い。
極めて厳格で掟に厳しく、神の意思に逆らった者は天界を追放される。
ミカエル、ウリエル、ガブリエル、ラファエル
声 - （左から順に）ゆきじ、甲斐田裕子、福島亜美、雨蘭咲木子
いずれも神の傍に立つ最高位レベルの大天使。ミカエルはだるま落としのような不細工な男、ウリエルは美男子、ガブリエルは小柄な少女、ラファエルは常に涙を流す巨乳の美女として描かれている。
神の言葉には基本的に賛同し、下ネタに対しても感涙する。「堕天」の執行を担当しており、ゼルエルたけるを処刑した。
サリエル
声 - 草尾毅
スーツ姿で亀頭のような髪型の男。東京都渋谷区新宿区管轄の天使。
「崇高な使命」を盾に、あらゆる悪徳や悲劇に目をつぶる小心者。その上、かなり俗っぽい。童貞。
モロクのグリモアを手に入れ、その存在を消滅させた。その際にさくまが悪魔使いだと知ったが、彼女には何もしていない。モロクのグリモア入手により、純天使から童天使へ出世。さらにアンダインとの対決の果てに愛欲を断ち切るため自ら素手での去勢を行ったことが神に認められて大天使に出世し、それに伴い外見も変化した。しかしその後ヘイロウを紛失した事で天使の力を失う。
倒れていた所を助けられたことで渋々アンダインと同棲を始め、ノブエルの死後、ドナーだった彼のちんこが移植されると臓器移植によって趣向が変化したことでアンダインを恋愛対象として見るようになる。
ゼルエルたける
声 - 藤原啓治
見た目はひげ面の山男。山を愛しアルピニストを自称する天使。
山登りにかまけてろくにグリモア回収の仕事をせず、母親に注意されては逆ギレというダメなニート。また、山を愛しながらゴミ拾いなどには参加せず、奉仕の精神は持たない。サリエルと同じ団地の別棟（サリエルは3棟）に住んでいる。
下界に降りて以来約200年間を登山に浪費し、グリモアの回収期限が迫ってきたことに慌てていた時、ネットに載ったさくまのコスプレ写真に写っていたベルゼブブの姿を目撃したことから彼が芥辺探偵事務所にいることを突き止め、知略を駆使してベルゼブブのグリモアを奪おうとする。大家とさくまが起こした騒動によって成功したかのように見えたが、結果は失敗。神の怒りを買ってしまい、天使の輪と羽を奪われ堕天させられた。
天野ガギエル
声 - 逢坂良太
冴えない青年姿の天使で、早瀬田大学に学生として潜入していた。階級は最下級の純天使。
サリエルと同じく、頭の中では強気だがその実小心者。異性とのデートでは遅刻したことを反省せず、鼻毛を出しっ放し、人を選ぶラーメン屋で食事をし、以降はノープランな挙句「疲れた」と連呼し母親の話を繰り出すなど、さくまとアザゼルが呆れるほどに空気を読めない男。そのくせ、頭の中は性でいっぱいであった。
その性格から大学で孤立していたが、同級生にネタと数合わせで誘われた合コンでアンダインとさくまに初めて出会う。その際アンダインが力を使うところを目撃し、彼女が悪魔であることに気づき、さくまからアンダインのグリモアを奪おうとしたが失敗。その後、アンダインをデートに誘ってグリモアを奪おうとするが、不可抗力により最終的に天使の禁忌を破ってしまい、堕天させられた。

### 芥辺探偵事務所
芥辺（アクタベ）
声 - 浪川大輔
芥辺探偵事務所所長。悪魔を召喚し使役する悪魔探偵であり、さくまの雇用主。三白眼で額から瞳にかけて常に影がかかっている凶相。
契約した悪魔を圧倒的な力と恐怖で支配し、悪魔をして「悪魔」と言わしめる男。基本的にソロモンリングの影響下においた悪魔相手には無類の強さを誇り、ベルゼブブの呪いや次代モロクの拳を片手で弾き飛ばしたり、サルガタナスの異次元空間を素手で破壊できる。天使も彼の結界には容易に侵入できない。
事務所には多数グリモアを所有しており、本業の傍ら収集に勤しんでいる。悪魔やグリモアに関する案件には積極的に関わり、グリモアがあると聞けば地球の裏側へも出かけていき、時には窃盗などの非合法手段もためらわない。グリモアを集める理由について「心ない悪魔使いに悪用されないようにするため」と語っているが、真意は不明。
人間の醜い部分が好きらしく、ドロドロした仕事で若干テンションが上がりがち。依頼人の願いは基本的に聞き入れ、時に探偵の領分を越えた仕事を請け負うこともあるが、殺人はしない主義である。さくまが酒に酔った勢いでした多額の借金を立て替えたり、相手に建物や土地を担保にして金を貸したり、天使に事務所の場所を知られるや即移転するなど、相当な資産を持っていることがうかがえる。
事務員として雇ったさくまに悪魔使いの素質を見いだし次々と契約させ、一部の探偵業も任せるようになる。なぜかさくまに対しては比較的甘く、強く出られないこともあり、常に「さん」付けで呼ぶ。影から見守って失敗をフォローすることもあるが基本的に冷たく、横暴な態度を崩さない。また自分と同じ悪魔使いに対しては人間味のある態度を見せることがあり、特に直属の部下である佐隈に対しては非常に面倒見がいい。
普段、暇な時はジャンルを問わず本を読んでいる。また、一定周期で非常に機嫌が悪くなることがある。
最終巻では、性愛(エロース)をばらまくアザゼルに嫉妬した神(主)の砲撃を「脇役はすっこんでろ」と言いながら手で弾き飛ばし、アザゼルを守った。この際、空中を当然のように飛行し、額には神(主)と同じマークが浮かんでいた．このことから、神(主)と同等の存在と考えられるが、最終話まで芥辺の正体に関する明記はなかった。
佐隈りん子（さくま りんこ）
声 - 佐藤利奈
本作品のヒロイン。通称「さくま」。芥辺探偵事務所の事務バイト→助手。カレー作りが得意。
アクタベに悪魔使いとしての才能を見出され、現在では悪魔探偵助手として独自に依頼を受け、解決する権限を与えられている。アザゼルからは「さく（ちゃん）」と呼ばれている。早瀬田大学・法学部2年だったが、後に退学している（後述）。
目先の金銭や私益に目が眩んで暴走する一面があるものの、基本的にはちゃんと敬語を使える一般常識のある女性。しかしながら他人には辛辣で、相手が中学生であろうが、学友であろうが、上司であろうが怯むことはない。正義感は強いが、痴漢やキヨコをレイプした（と思っていた）インキュバスには本気で怒った一方、自分に大きなリスクや責任がかかった時にはあっさりと前言を撤回するなど、独善的かつ偽善的な面もある。本人曰く「飲み込みは早い方」で、悪魔使いとしてのスキルは上昇中だが、基本的に危機感に乏しい性格や悪魔使いとしての自覚の欠如から、軽率なミスをすることも多い。
色々とろくなことをしないアザゼルに対しての態度は特に厳しく、彼が真面目に助言した場合でもいい加減な応対で済ませる姿は非常に冷ややかだが、何かと気にかけてはいる。また、光太郎に対しても初対面は良くない印象を持っていたこともあり、アクタベ同様に冷酷な態度を取る場合があるが、光太郎が子供であるため一応見捨てる気はない模様。
酒を飲むと性格が一転し、非常にガラが悪くなる。その酒癖の悪さが災いし、アクタベに対して300万円以上の借金を背負い込むことになった他、ある一件から弱みも握られている。一度、得るには不当な大金を差し出された時、小心ゆえに受け取りを拒否した。
密かに貯めていた金で借金を返し、アクタベの制止を振り切って一時自由を得たが、アクタベの策略や自身に掛けられた呪いが原因で大学を中途退学し、本格的に芥辺探偵事務所の助手として働くことになった。
堂珍光太郎（どうちん こうたろう）
声 - 白石涼子
アクタベの知り合いであり、悪魔使いでもあった珍犯寺の住職・陰光の孫息子。嫌いなものはピーマン、好きなものはハンバーグ。
祖父の死後、グリモアを受け取りに来たアクタベに対して偽のグリモアを渡し、自身はグシオンを召喚。自身の引き取り手である叔母に対しスケベなことを目論んだが、激怒したアクタベの手により叔母が自分を引き取ったのは寺の財産目当てであったことを、ベルゼブブの能力で暴露された上、寺の財産を全て祖父の借金の抵当に取られてしまった。これによって身寄りをなくし、さらにはグシオンへのイケニエとして祖父や叔母との楽しかった記憶を食べられてしまう。その後は芥辺探偵事務所の居候となり、アクタベに酷使されることとなったが、家族と記憶を失ったことによる悲壮感はなく、日々さくまに対してセクハラを働こうとしている。後にゴルゴダヶ丘中学校（アニメではゴルゴダ中学校）に転校したが、事務所の移転に伴い別の学校へ転校している。
中学生相応の幼さを持つが、根は比較的常識人で、本作におけるツッコミ役になっている。ただしアザゼル並にスケベな上、自分が子供であることを逆手に取る小賢しさを見せることも。グシオンの性格もあるが、契約悪魔とのトラブルが多いさくまと違い、安定した関係を保っている。

### 悪魔使い
岡田法男（おかだ のりお）
声 - 飛田展男
32歳のニート。人気モデルの蛇原田（愛称「ヘビちゃん」）をストーキングしている変質者でもある。普段の物腰は丁寧だが、妄想癖が激しい。
ヘビちゃんと結ばれるためにサラマンダーを召喚したが、本人はグリモアの中身を把握しておらず、主導権はサラマンダーが握っていた。アクタベによればこれは「憑かれている」状態であったが、サラマンダーほどの悪魔を彼のような素人が召喚できたこと自体も奇跡に近かったようである。
やっと出逢えた当のヘビちゃんは、アクタベがアンダインの力を行使したことで二目と見られぬブスになっており、その姿を見て彼女と結ばれることを拒絶。その諍いの際に悪魔たちはアクタベによって取り押さえられてしまい、企みの全ては失敗した。最終的にはアクタベにサラマンダーのグリモアを奪われたため罰を受け、トカゲに変えられてしまった。その後は芥辺探偵事務所で飼われており、悪魔と契約することの恐ろしさを訓示するものとして度々登場する。
セーヤ
声 - 岩田光央
ホストクラブ「サンクチュアリ」のホスト。交際していた女性のサオリに言わせれば「クズ」「バカで夢見がちな、ただのヒモ」。
ホストとしての才能は乏しいものの、悪魔を視認できるという悪魔使いとしての才能の片鱗を見せ、それをアザゼルに付け込まれる。アザゼルの能力により超人気ホストに変貌、その代償としてさくまの持つグリモアを奪い、一時的にアザゼルのグリモア所有者となった。しかし元々の頭の悪さから悪魔との契約内容どころか、そもそも契約という単語の概念さえ理解していなかった様子。グリモアの奪回に来たさくまとベルゼブブを取り押さえ、アザゼルの正式な契約者となるのも時間の問題と思われたが、グリモアの破棄という最大の禁忌を犯す。その結果、正式な契約者ではなかったにもかかわらずグリモアの罰を受け、カマキリに変えられてしまった。その後は人間の姿に戻るため昆虫探偵ヨシダヨシミに依頼を行おうとしたが、自分が元人間であったことや悪魔の存在を全く信じてもらえず、その場にセーヤの捜索を依頼しに来たさくまとアザゼルに捕獲され、岡田と同様、芥辺探偵事務所にて飼われている。
陰光（いんこう）
光太郎の父方の祖父で、珍犯寺の元住職。アクタベの古い友人。本名は堂珍光三（どうちん こうざん）。
両親を亡くした光太郎を引き取って育てていた。葬式で「徳の高い僧侶」と呼ばれるなど非常に評判は良かったが、実は悪魔使いで、グシオンと契約していた。アクタベ曰く「表面は調子のいいことばかりぬかすくせに頭の中はろくでもないことでいっぱい…」だったらしく、光太郎とエロ本を読んだり、グリモアの読み方を教えたりするなど教育者としては問題がある。しかし、アクタベに死後の身辺整理を頼んでいたり、アクタベも葬式を汚すような光太郎の行為に怒って「葬式に出ろ」と言ったりと、それなりの親交はあった様子。光太郎がアクタベに渡した偽のグリモアは彼が用意したものである。
小山内治（おさない おさむ）
声 - 木村良平
光太郎の転校先で偶然出会った悪魔使い。眼鏡をかけたクールな少年。
自他共に認める優等生であり、何でもこなしてしまう才能と、科学技術などに対する純粋な憧れを持つが、クールな割に傲慢なほど徹底した行動が多く、契約しているオセからよくツッコミを受ける。悪魔に関する知識を持っており、ソロモンリングが使える人物でもある。特に一度も見たことのない女性器をはじめ、性的なものに関して過剰な執着心を年相応以上に持っており、そのためなら非常識かつ非合法な行為も厭わない行動力を持つ。不細工な女性や興味のない（または興味をなくした）物に対しては掌を返すがごとく容赦のない発言を見せる。両親は共働きで、冷たい家庭の下、一人暮らしをしていた模様。
光太郎の偽グリモア製作の頼みを断った際、その行動力を逆手に取られ、トラウマを植えつけられてしまった。その後、悪魔使い同士ということで、光太郎と互いに打算と下心を多分に含んだ友達になった。
千波十美子（せんば とみこ）
声 - 三石琴乃
ルシファーの契約者。666本木ヒルズにオフィスをもち、世界を飛び回る美人女社長。「666本木の妖怪」と呼ばれている。ルシファーの能力により、肉体は老化しないどころか若返っており、実年齢は不明。力を解除された時にはルシファーから「しわくちゃのクソババア」と呼ばれるなど、相当の高齢者である模様。
ルシファーを心から愛していると語るが、商談の途中であろうとルシファーの呼び出しに応じるなど、実際には隷属関係にある。また、彼のために極秘室内でイケニエ用のはっぱを栽培している。
丸米信希（まるこめ のぶき）
声 - 大塚明夫
エウリノームと契約していた男。通称マルコメ。37歳のハゲ頭で、重度の痔病を患っている。昔はNGOに所属し地雷処理を行っていた。
自分が関わった人間や期待に裏切られ続ける人生を送り、全てに絶望し自暴自棄となっていた。エウリノームと共に周囲の人間を絶望させていたが、さくまとアザゼルの活躍によりエウリノームと手を切り、悪魔使いを辞めて前向きに生きるようになる。しかし、自分が災害をもたらした人間のパートナー（同性愛者）に襲われ、再び絶望の淵に落とされた。
変人48面相　
声 - 三木眞一郎
サルガタナスの契約者。パンストで作った仮面と黒いブラジャーを纏い、下半身は露出させた変態趣味の怪盗。股間は常に本作のアニメのタイトルロゴで隠されている。
怪盗は変態プレイの一環であり、窃盗もついでである。「48」という数字は彼のプレイスタイルを指すとも性癖の数を指すとも言われる。ベルゼブブの渾身の強制便意ですら「刺激的なプレイ」と言い放つ剛の者。
かつては神父を務めていた爽やかなイケメンで、隣人のマリアに憧れ、恋慕していた。しかし、アクタベが現れたことがキッカケでマリアの淫乱な本性を知り絶望。信仰を捨て、新しい世界を変態趣味に見い出し突き進んでしまった。この一件でアクタベを強く恨んでいたが、復讐よりも変態行為を優先する。
最終巻までは以上のような設定になっていたが、実際の正体は別人。
マリア
声 - 水沢史絵
アクタベ以前にアザゼルと契約していた女性。孤児院の娘で、病気の父と身寄りのない子供らの面倒を見ていた。
見た目も優しげなかなりの美人であるが、実は生来のヤリマンであり、慈愛に満ちた笑みでアザゼルにパンツを見せることも厭わない。お金に困り、泣いていたところをアザゼルの能力によって救われたが、突如として現れたアクタベにグリモアを譲渡させられたことでアザゼルとの縁が切れた模様。
ピーター・ジェイソン・オトウサムJr.
宗教法人「愛と幸福の家族」の聖人。実際は悪魔イボスと契約し予言を行っている。インド系の風貌で額の中央にイボがある。
寄付金の金額を数え、赦しと称して海外旅行を楽しむ俗い性格。
自身の生誕を祝う「聖オトウサム祭」で死亡。享年50歳。

### 佐隈りん子の関係者
佐隈真子 （さくま まこ）
りん子の母親。元キャバクラ嬢だったが現在は花屋に勤め、母娘の二人暮らし。娘いわく「奔放な性格」。
夫とは離婚しているが原因は自身の浮気で、クリスマスに離婚を切り出すという最悪としか言いようのないタイミングでりん子に影響を与えた。
キャバクラの収入が落ち込んでから一時りん子に虐待していたが、改心し、関係を改める。
来須増字郎 （くりすますじろう）
りん子の父親。苗字が「来須」なのか「来須増」なのかは不明。
娘とは仲がいい父親だったが、就労意欲のない無職のヒモニートでもあった。 離婚に際し、養育能力がないことを娘自身に指摘される。
離婚後は妻子共にまったく連絡を取っていなかった。が、正体を隠した状態で再会することとなった。

### その他
久保保久（くぼ やすひさ）
講談社に所属する女性漫画家。猫を数匹飼っている。
かなり態度が悪く、原稿をよく落としたり、担当の言うことを聞かず反抗的な悪口をブログに公開するなど、編集者の笹岡からは陰で「あの女はクズ」と酷評されている。間接的には小山内とも面識があるが、小山内は「興味がない」と一蹴しているため相手にされていない。
なお、本物の作者の久保は男性であり、単行本5巻のカバー裏でも実際には女性ではないことを明かしている。
葉加瀬川広史 (はかせがわ　ひろし)
パソコンの基礎や、携帯のバイブなどを設計した世界有数の頭脳を持つ科学者。
モッさんを発見したことで悪魔の未知の力に興味を持つが、サイボーグ化したオセの暴動で危険性も認識するようになる。
老齢だが風俗通いが趣味。風俗がからむ回では現代・過去問わず客として登場することが多い。遊びすぎで未知の性病に感染している。
剛利力殺女 (ごりりき　あやめ)
結婚アドバイザーにして、700バツを記録する結婚の熟練者。男を落とす技術は確かで、女子力で落とせない男は、極め技で物理的に落とす。
行きずりのアンダイン恵を見かねて女子力の師となる。

## 用語
悪魔
魔界の住人。契約を交わし、イケニエを受け取ることで悪魔使いに使役される。悪魔たちにはそれぞれに一族が存在し、召喚され活躍できるものは一族の中で選ばれた代表者のみ。
社会形態は人間のものとほぼ同じで、小中高大と学校があり義務教育が施されている。また、パートタイマーの概念も存在する（アザゼルの母親など）。
契約関係にある人間に対して害のある能力の行使はできない。しかし、悪魔の能力の影響下にある人間が契約者に間接的に危害を加えたケースがある。他にもセクハラや悪戯、殴る蹴るなど物理的な手段で契約者に嫌がらせや攻撃をすることは可能。また契約者に施した有益な能力を解除し、契約者に不利益を被らせるケースも存在する。
悪魔を見ることができるのは、悪魔使いの才能を持つ者だけである。しかし、悪魔自身が意図的にそれ以外の人物に姿を見せることも可能。
魔界
悪魔たちの棲む、人の住む世界とは異なる世界。あらゆる物が歪んだオブジェクトで形成されている。
いわゆる逢魔時などに魔と因縁がある場所では、人の世界と接点が生じて人が魔界へ迷い込んでしまう場合がある。人間の住む世界とは携帯電話の電波は通じるようで、悪魔同士や悪魔と契約者とはメールのやり取りを行っている。
悪魔使い
悪魔と契約を交わした人間。才能の片鱗は悪魔が見えることで、「常人との決定的な違いはあるがままに受け入れる感性? 神が与えたもうた超能力? むしろ人としての何かが欠落している者にこそ悪魔は笑いかけるのかもしれない」と説明されている。なお、契約者でなくとも悪魔を呼び出すことは可能であり、悪魔は複数の人間と契約することも可能である。また、呼び出した者でなくとも契約は可能であり、人間によっては知らない間に悪魔に契約させられている（憑かれている）場合もある。
イケニエ
悪魔を召喚するために捧げる物。何を捧げるかは仕事の内容や悪魔により異なるが、その人間にとって価値のある物でなければならない。もっとも、アクタベは豚足など本人にとって価値のないものを用いており、ベルゼブブは（美味しい）カレーをイケニエとして認めているなど、その価値判断は悪魔の嗜好や両者の力関係に大きく影響される。
アンダインの場合においては「好き」という言葉を求めており、この言葉を後から否定すると罰の対象になるようである。
悪魔がイケニエを受け取らなかった場合、呼び出した人間は罰を受ける。作中では呼び出した悪魔と同じ生物（この場合はデフォルメした姿であり、例えばベヒモスならパンダ、アンダインなら魚、サラマンダーならトカゲ、モロクなら牛）や、虫などに変えられている。例外的に、アザゼル(下半身がヤギのパーン型)との契約書を破り捨てたホストの聖也だけはカマキリへと変貌させられた。
グリモア
悪魔と契約を交わした術者が常に携えている魔術書。悪魔との契約自体はグリモアなしでも可能であるが、自殺行為である。
グリモアには契約した悪魔の全てが記載されており、その悪魔の召喚方法・能力の詳細な説明・苦手とする呪文・契約条件など、業務に関わる内容に留まらず、プライベートにおける弱味も網羅している。特殊な言語で書かれているため解読は非常に困難だが、ある程度なら知識の浅い人間でも読むことが可能。これは悪魔が人間界に来られる最低限の手順を把握させ、召喚させて取り憑くためである。
正式な手続きを踏み、グリモアを譲り渡すことについては問題ないが、破棄・盗難・紛失などは人間が悪魔との契約を放棄したとみなされる行為となる。二度と悪魔と契約を交わすことができなくなるうえ、それまで行っていた他の悪魔との契約も無効となる重い罰を受ける。特に破棄は最大級の禁忌であり、たとえ悪魔と契約を行っていない者でも処罰の対象となる。なお、破られてもそのページは自動で修復される。
悪魔はグリモアには触れることができず、触れようとすれば体が捻れる、突如現れた野犬の群れに体を食い散らかされるなどの超常現象的な罰を受ける。その反面、悪魔が常識では修復不可能な傷を負っても無事でいられるのはグリモアの力によるものであり、グリモアが存在しない悪魔は容易に死亡する。なお触れることによって起こるグリモアの罰は同様に作用する。
天使にグリモアを回収された悪魔は消滅し死亡する。消滅した悪魔は復活することはないが、グリモアは時が経てば再び人間界に現れ、やがて悪魔使いの手に渡る。それまでに消滅した悪魔の一族は次の後継者を立て、人間界に召喚される時を待つ。
契約者同士の合意がある場合、短期間なら悪魔およびグリモアの貸借および保護が可能である。
ソロモンリング
悪魔たちを弱体化させる術。古代の悪魔使いソロモンの指輪の伝承からこの名で呼ばれる。この術により悪魔はマスコット的外見に変化している。外見だけでなく知能や身体能力にも影響を与え、人間界での彼らの常識度や精神年齢が低下している原因でもある。
なお、マスコット姿から元の姿にすることも可能で、アクタベが結界を解き、ベルゼブブを人間界で魔界での姿に戻したことがある。
天使
悪魔の天敵。「彼ら（天使）は救わない。何より均衡を重んじる彼らはそれが人間の理で起きた出来事であるかぎり、一切を傍観する」と説明されており、目の前で人間がどのような不幸に出会っていても無視する。一方で悪魔による人間社会への干渉は認めず、グリモアを回収して悪魔を消滅させることを仕事としている。
細かい地域ごとに担当天使が駐在し、グリモアの回収には期限やノルマも存在する。期限までにグリモアを回収できなかった天使は「堕天」させられる。
天使が住む天界では神を頂点とした厳しい階級制度が定められている。天使は階級によって神に与えられた能力や人間界でできることもそれぞれ違うが、神が面白がって能力以上の仕事を認めることがある。異性との付き合い方には特に厳しい制度があり、最下級の純天使などは性交はおろか、キスも許されない。これを破った天使は神の怒りを買い、罰を受ける。
モルモッソイ共和国
架空の国家。国土の90%はモルモルのジャングルで覆われている。作中では、モロクの手により大統領が暗殺されている。発展途上国らしいが、一部には高度な技術が存在。特産品はモルモル。料理や薬、生物兵器の材料となる。ガギエルの堕天の際には神の怒りの影響により、同国のモルモニ火山が噴火し1万人の死亡者が出た。
この国の格闘技「モスモウ」は鎌倉時代にモルモッソイ人宣教師のモルソンによって日本に伝えられ、大相撲のルーツとなったとされる。
早瀬田大学（させだだいがく）
佐隈が通学していた大学。アニメ同好会サークル「CURSE」が存在しており、そのサークルはさくまとベルゼブブによって解体に追い込まれたが、後に再結成した模様。
苺の戦士
「ストロベリーマジック」という魔法少女モノのTVアニメに登場する劇中劇のキャラ。小学校4年生の女の子・野原野いちご（声 - 中嶋ヒロ）が変身するという設定。さくまのコスプレのそっくり具合に「いちご様が降臨なされた!!」とCURSEの面々は歓喜と興奮の渦に巻きまれた。
さくまの呪い
密かにさくまへ掛けられた悪魔の呪い。内容はさくまに好意や恋愛感情、性的欲求を持って近付いた男性にグリモアの罰のような災難が降りかかるというもので、最悪死に至らしめる場合もある。男性とのキスが呪いの発動条件だったらしく、物語序盤では発動していなかったが、アクタベはさくまが事務所にバイトに来たころからこの呪いの存在に気付いていた。さくまはこの呪いを掛けた悪魔を探し出すことに専念するため、大学を自主退学している。

## 書誌情報
- 久保保久『よんでますよ、アザゼルさん。』講談社〈モーニングKC〉、全16巻
  1. 2008年4月23日発売[2]、ISBN 978-4-06-352222-8
  2. 2008年10月23日発売[16]、ISBN 978-4-06-352240-2
  3. 2009年4月23日発売[17]、ISBN 978-4-06-352263-1
  4. 2010年2月23日発売[18]、ISBN 978-4-06-352299-0
    - 特装版『牛箱』、ISBN 978-4-06-358316-8

  5. 2010年9月22日発売[19]、ISBN 978-4-06-352324-9
    - DVD付き初回限定版（2010年9月19日発売[20]）、ISBN 978-4-06-358324-3

  6. 2011年3月23日発売[21]、ISBN 978-4-06-352357-7
  7. 2011年11月22日発売[22]、ISBN 978-4-06-352385-0
    - 限定版、ISBN 978-4-06-358368-7

  8. 2012年5月23日発売[23]、ISBN 978-4-06-352416-1
    - 限定版、ISBN 978-4-06-358370-0

  9. 2013年3月22日発売[24]、ISBN 978-4-06-352452-9
    - 限定版（2013年3月19日発売[25]）、ISBN 978-4-06-358434-9

  10. 2013年10月23日発売[26]、ISBN 978-4-06-352471-0
    - 限定版、ISBN 978-4-06-358464-6

  11. 2014年6月23日発売[27]、ISBN 978-4-06-354520-3　
    - DVD付き限定版（2014年6月21日発売[28]）、ISBN 978-4-06-358472-1

  12. 2015年7月23日発売[29]、ISBN 978-4-06-354567-8
    - CD付き限定版（同日発売[30]）、ISBN 978-4-06-358771-5

  13. 2016年4月22日発売[31]、ISBN 978-4-06-354612-5
  14. 2017年7月21日発売[32]、ISBN 978-4-06-354647-7
  15. 2018年4月23日発売[33]、ISBN 978-4-06-511255-7
  16. 2019年2月22日発売[34]、ISBN 978-4-06-514496-1
- 久保保久『よんでますよ、アザゼルさん。 アニメ化できました編』講談社〈講談社プラチナコミックス〉、2013年5月22日発売[35]、ISBN 978-4-06-377838-0
- 久保保久『よんでますよ、アザゼルさん。 アニメ化できませんでした編』講談社〈講談社プラチナコミックス〉、2013年6月19日発売[36]、ISBN 978-4-06-377840-3

## OAD
2010年2月22日発売の単行本第4巻の特装版『牛箱』および、同年9月22日発売の第5巻初回限定版の同梱DVDに収録のOVA。第4巻は原作第6話『泣き牛編』、第5巻は原作第1巻収録『セーヤ編』をアニメ化。また、2012年11月22日に『泣き牛編』と『セーヤ編』の2本のアニメをBDに収録した『青箱』が発売。
2012年5月23日発売の第8巻初回限定版の同梱DVDに収録のOVA。第8巻は原作第4巻収録『ルシファー編』をアニメ化。
2014年6月23日発売第11巻限定版に『イソギンチャク編』を収録。

### スタッフ（OAD）
- 監督 - 水島努
- キャラクターデザイン - 谷口淳一郎
- プロップデザイン - 植田実（2-4）
- 美術監督 - 小倉宏昌（1、2）、岩熊茜（3、4）
- 撮影監督 - 荒井栄児
- 音響監督 - 若林和弘
- 音楽 - 高木隆次
- アニメーション制作 - Production I.G
- 製作 - 講談社（1、2）、新芥辺探偵事務所（3、4）

### 主題歌（OAD）
ED曲「OVER THE WAVES」（第1、2話）
作曲 - Juventino Rosas
オープニングテーマ「ミラクル とらぶる New Face!」（第3、4話）
作詞 - nyanyannya / 作曲 - sham / 編曲 - Team.ねこかん[猫] / 歌 - Team.ねこかん[猫] featuring.米倉千尋
エンディングテーマ「Travelog」（第3話）
作詞 - nyanyannya / 作曲 - sham / 編曲 - Team.ねこかん[猫] / 歌 - Team.ねこかん[猫] featuring.小野坂昌也
エンディングテーマ「Travelog Chill Tropic MIX」（第4話）
作詞 - nyanyannya / 作曲 - sham / 編曲 - Team.ねこかん[猫] / 歌 - Team.ねこかん[猫] featuring.小野坂昌也

### 各話リスト（OAD）
| 話数 | サブタイトル     | 脚本       | 絵コンテ・演出 | 作画監督                           | 総作画監督 | 収録巻 |
| ---- | ---------------- | ---------- | -------------- | ---------------------------------- | ---------- | ------ |
| 1    | 泣き牛編         | -          | 水島努         | きしもとせいじ                     | -          | 第4巻  |
| 2    | セーヤ編         | 谷村大四郎 | 水島努         | きしもとせいじ                     | -          | 第5巻  |
| 3    | ルシファー編     | 谷村大四郎 | 満仲勧         | 植田実 きしもとせいじ              | 谷口淳一郎 | 第8巻  |
| 4    | イソギンチャク編 | 谷村大四郎 | 井端義秀       | 黒岩裕美 加々美高浩 きしもとせいじ | -          | 第11巻 |

## テレビアニメ
2010年12月にテレビアニメ化が発表された後、2011年4月から同年7月まで、毎日放送、AT-X、BS11、TOKYO MXにて15分枠で放送された。全13話。担当声優やスタッフはOAD版から継続。
2012年11月に公式サイトにて第2期の制作が発表された。『よんでますよ、アザゼルさん。Z』（よんでますよ、アザゼルさん。ゼット）のタイトルで、2013年4月から同年6月まで放送された。全13話。放送局は第1期を放送していた4局に加え、チバテレビ、tvk、テレ玉、テレビ愛知、TVQ九州放送が追加されている。
アニメでは下ネタ・暴力シーン・流血シーン・女性蔑視などの過激な表現が一部変更・カットされている。それ以外にも、他誌や他作品のキャラクターを使ったパロディや固有の商品名を挙げる場面なども同様にカットされ、アニメオリジナルで代用している。

### スタッフ（テレビアニメ）
- 原作 - 久保保久（講談社「イブニング」連載）
- 監督 - 水島努
- キャラクターデザイン・総作画監督 - 谷口淳一郎
- プロップデザイン - 植田実
- 美術監督 - 小倉宏昌（第1期）、岩熊茜（第2期）
- 色彩設計 - 佐藤真由美（第1期）、土井和（第2期）
- 撮影監督 - 荒井栄児
- 編集 - 植松淳一
- 音響監督 - 若林和弘
- 音楽 - 高木隆次
- プロデューサー - 飯田郁乃・角谷謙二（第1期）、土屋潤一郎（第2期）、林玄規
- アニメーションプロデューサー - 川口徹（第1期）、大上裕真（第2期）
- アニメーション制作 - Production I.G
- 製作協力 - 講談社、キングレコード、クロックワークス、メモリーテック、フロンティアワークス（第2期）
- 製作 - 芥辺探偵事務所（第1期）、芥辺探偵事務所Z（第2期）

### 主題歌・挿入歌
第1期
オープニングテーマ「ぱんでみっく!!」
作詞 - nyanyannya / 作曲 - sham / 編曲 - Team.ねこかん[猫] / 歌 - Team.ねこかん[猫] featuring.米倉千尋
エンディングテーマ「Like a Party」（最終話のみ）
作詞・作曲 - nyanyannya / 編曲 - Team.ねこかん[猫] / 歌 - Team.ねこかん[猫] featuring.米倉千尋
挿入歌
「マシュマロDJ」（第6話）
作詞 - こだまさおり / 作曲 - 虹音 / 編曲 - 菊谷知樹 / 歌 - ヤクザ親分（長嶝高士）＆ヤクザ手下A（中田隼人）＆ヤクザ手下B（西健亮）
「ストロベリーマジック ♥♥♥にょりん♥♥♥」（第10話）
作詞 - 水島努 / 作曲・編曲 - 高木隆次 / 歌 - 野原野いちご（中嶋ヒロ）

第2期
オープニングテーマ「りばいばる!」（第1話ではエンディング）
作詞 - nyanyannya / 作曲 - sham / 編曲 - Team.ねこかん[猫] / 歌 - Team.ねこかん[猫] featuring.米倉千尋
挿入歌
「もももももっさんのテーマ」（第1話）
作詞 - 水島努 / 作曲・編曲 - 高木隆次 / 歌 - なぞのおにいさん（cv.浪川大輔）
「まあ不可思議アバンチュール」（第7話）
作詞 - 水島努 / 作曲・編曲 - 高木隆次 / 歌 - ドンボルカン山口
「変なうた」（第9話）
作詞 - 水島努 / 作曲・編曲 - 高木隆次 / 歌 - 変人48面相（Cv. 三木眞一郎）

エンディングテーマ｢Sticky Lucky Stupids｣(最終話のみ)
作詞 - nyanyannya / 作曲 - sham / 編曲 - Team.ねこかん[猫] / 歌 - Team.ねこかん[猫] featuring.米倉千尋

### 各話リスト
| 話数   | サブタイトル                | 脚本       | 絵コンテ      | 演出         | 作画監督                                             | 総作画監督 |
| 第1期  | 第1期                       | 第1期      | 第1期         | 第1期        | 第1期                                                | 第1期      |
| ------ | --------------------------- | ---------- | ------------- | ------------ | ---------------------------------------------------- | ---------- |
| 第1話  | 登場!悪魔探偵と悪魔とバイト | 谷村大四郎 | 水島努        | 水島努       | 谷口淳一郎                                           | -          |
| 第2話  | 魔界のプリンス              | 後藤みどり | 湖山禎崇      | 湖山禎崇     | 谷口淳一郎                                           | -          |
| 第3話  | 漢達の革命                  | 満仲勧     | 満仲勧        | 満仲勧       | きしもとせいじ                                       | -          |
| 第4話  | 妬き魚                      | 満仲勧     | 満仲勧        | 満仲勧       | きしもとせいじ                                       | -          |
| 第5話  | 哀☆カレー博                 | 後藤みどり | 岩崎太郎      | 岩崎太郎     | 中島千明                                             | -          |
| 第6話  | 暴虐のモロク                | 後藤みどり | 岩崎太郎      | 岩崎太郎     | 中島千明                                             | -          |
| 第7話  | 妬き魚、再び                | 谷村大四郎 | 湖山禎崇      | 湖山禎崇     | 植田実                                               | -          |
| 第8話  | ヒモティス                  | 谷村大四郎 | 湖山禎崇      | 湖山禎崇     | 植田実                                               | -          |
| 第9話  | 苺の戦士 登場ニョリンwww    | 後藤みどり | 満仲勧        | 満仲勧       | きしもとせいじ                                       | -          |
| 第10話 | イチゴのカレーを召しあがれ! | 後藤みどり | 満仲勧        | 満仲勧       | きしもとせいじ                                       | -          |
| 第11話 | アルピニストエンジェル      | 谷村大四郎 | 水島努        | 水島努       | 植田実                                               | -          |
| 第12話 | 汚い大家 善い大家           | 谷村大四郎 | 水島努        | 水島努       | 河野真貴                                             | -          |
| 第13話 | べーやん                    | 谷村大四郎 | 水島努        | 水島努       | 谷口淳一郎                                           | -          |
| 第2期  |                             |            |               |              |                                                      |            |
| 第1話  | 愚兄賢弟                    | 谷村大四郎 | 水島努        | 水島努       | 黒岩裕美                                             | 谷口淳一郎 |
| 第2話  | 牛は見た!                   | 谷村大四郎 | 水島努        | 水島努       | 加々美高浩                                           | 谷口淳一郎 |
| 第3話  | 痔のカリスマ                | 後藤みどり | 湖山禎崇      | 湖山禎崇     | 一居一平                                             | 谷口淳一郎 |
| 第4話  | 絶望のエウリノーム          | 後藤みどり | 湖山禎崇      | 湖山禎崇     | 勝谷遥                                               | 谷口淳一郎 |
| 第5話  | 恵、動く                    | 後藤みどり | ひいろゆきな  | ひいろゆきな | 植田実、頂真司                                       | 黒岩裕美   |
| 第6話  | 純天使、ベィビィ            | 後藤みどり | ひいろゆきな  | ひいろゆきな | つなきあき、谷口元浩                                 | 黒岩裕美   |
| 第7話  | 龍神湖殺人事件（前編）      | 谷村大四郎 | 井端義秀      | 井端義秀     | 片桐貴悠                                             | 黒岩裕美   |
| 第8話  | 龍神湖殺人事件（後編）      | 谷村大四郎 | 井端義秀      | 井端義秀     | 飯飼一幸                                             | 黒岩裕美   |
| 第9話  | 博物館へようこそ            | 後藤みどり | 満仲勧        | 満仲勧       | 一居一平、折井一雅                                   | 黒岩裕美   |
| 第10話 | THE END OF SON              | 後藤みどり | 満仲勧        | 満仲勧       | 折井一雅、宗崎暢芳 ウクレレ善似郎                    | 黒岩裕美   |
| 第11話 | あっちゃんの現実            | 谷村大四郎 | 湖山禎崇      | 小林敦       | 片桐貴悠                                             | 黒岩裕美   |
| 第12話 | あくま                      | 谷村大四郎 | 満仲勧 小林敦 | 小林敦       | 飯飼一幸、宗崎暢芳 頂真司、大道寺美穂 ウクレレ善似郎 | 黒岩裕美   |
| 第13話 | やみ                        | 谷村大四郎 | 水島努        | 水島努       | 黒岩裕美                                             | -          |

### 放送局
ネット配信以外は、第1期は『変ゼミ』と、第2期は『波打際のむろみさん』とのセット放送。
| 放送地域   | 放送局             | 放送期間                | 放送日時           | 放送系列         | 備考                     |
| 第1期      | 第1期              | 第1期                   | 第1期              | 第1期            | 第1期                    |
| ---------- | ------------------ | ----------------------- | ------------------ | ---------------- | ------------------------ |
| 日本全域   | AT-X               | 2011年4月8日 - 7月1日   | 金曜 23:00 - 23:15 | アニメ専門CS放送 | リピート放送あり         |
| 日本全域   | BS11               | 2011年4月8日 - 7月1日   | 金曜 23:30 - 23:45 | BS放送           | ANIME+枠                 |
| 東京都     | TOKYO MX           | 2011年4月8日 - 7月1日   | 金曜 25:30 - 25:45 | 独立UHF局        |                          |
| 近畿広域圏 | 毎日放送           | 2011年4月9日 - 7月2日   | 土曜 26:58 - 27:13 | TBS系列          | アニメシャワー 第3部前半 |
| 日本全域   | ニコニコチャンネル | 2011年4月11日 - 7月4日  | 月曜更新           | ネット配信       |                          |
| 日本全域   | バンダイチャンネル | 2011年4月18日 - 7月11日 | 月曜 12:00 更新    | ネット配信       |                          |
| 第2期      |                    |                         |                    |                  |                          |
| 東京都     | TOKYO MX           | 2013年4月6日 - 6月29日  | 土曜 25:00 - 25:15 | 独立局           |                          |
| 近畿広域圏 | 毎日放送           | 2013年4月6日 - 6月29日  | 土曜 27:28 - 27:43 | TBS系列          | アニメシャワー 第4部前半 |
| 埼玉県     | テレ玉             | 2013年4月7日 - 6月30日  | 日曜 23:30 - 23:45 | 独立局           | 第1期は未放送            |
| 千葉県     | チバテレビ         | 2013年4月7日 - 6月30日  | 日曜 23:30 - 23:45 | 独立局           | 第1期は未放送            |
| 神奈川県   | tvk                | 2013年4月7日 - 6月30日  | 日曜 23:30 - 23:45 | 独立局           | 第1期は未放送            |
| 愛知県     | テレビ愛知         | 2013年4月8日 - 7月1日   | 月曜 26:05 - 26:20 | テレビ東京系列   | 第1期は未放送            |
| 福岡県     | TVQ九州放送        | 2013年4月8日 - 7月1日   | 月曜 26:30 - 26:45 | テレビ東京系列   | 第1期は未放送            |
| 日本全域   | AT-X               | 2013年4月11日 - 7月4日  | 木曜 21:00 - 21:15 | アニメ専門CS放送 | リピート放送あり         |
| 日本全域   | BS11               | 2013年4月12日 - 7月5日  | 金曜 23:00 - 23:15 | BS放送           | ANIME+枠                 |
| 日本全域   | バンダイチャンネル | 2013年4月12日 - 7月5日  | 金曜 24:00 更新    | ネット配信       |                          |
| 日本全域   | ニコニコ生放送     | 2013年4月12日 - 7月5日  | 金曜 24:30 - 24:45 | ネット配信       |                          |
| 日本全域   | ニコニコチャンネル | 2013年4月12日 - 7月5日  | 金曜 24:45 更新    | ネット配信       |                          |

### Blu-ray Disc / DVD
Blu-ray Disc、DVDともに全3巻で発売されている。本編のほかにキャストが本作品を語る特典映像、監督の水島努と原作者の久保保久によるオーディオコメンタリーが収録され、特別CDや16Pブックレットが付属する。さらに、初回製造分のみ全巻購入者対象イベント（2011年10月開催）の参加申込券が封入された。これらの特典はBD・DVD共通である。
| 巻数  | 発売日        | 収録内容       | 特典映像・CD | 規格品番                     |
| 第1期 | 第1期         | 第1期          | 第1期 | 第1期                        |
| ----- | ------------- | -------------- | --- | ---------------------------- |
| 1     | 2011年6月22日 | 第1話 - 第4話  | ノンクレジットオープニング・エンディング 「おでかけですよ、佐隈さん。」（出演 - 佐藤利奈） 特別DJCD「かたりますよ、アザゼルさん。」（出演 - 小野坂昌也、神谷浩史） | KIZX-13（BD） KIZB-67（DVD） |
| 2     | 2011年7月27日 | 第5話 - 第8話  | 「おでかけですよ、ベルゼブブさん。」（出演 - 神谷浩史） 挿入歌「マシュマロDJ」 オリジナルサウンドトラック                                                          | KIZX-15（BD） KIZB-69（DVD） |
| 3     | 2011年8月24日 | 第9話 - 第13話 | 「おでかけですよ、アザゼルさん。」（出演 - 小野坂昌也） 挿入歌「ストロベリーマジック ♥♥♥にょりん♥♥♥」 オリジナルサウンドトラック                                   | KIZX-17（BD） KIZB-71（DVD） |

### イベント
DVD全巻購入イベント『おいでませ、アザゼルさん。』が2011年10月9日に開催された。その模様は後にDVD化されている。

## Webラジオ
『きいてますよ、アザゼルさん。』は、アニメイトTVにて2011年2月22日から2013年3月19日まで配信されたWebラジオ。ラジオ第1期
2013年3月26日から2015年4月14日まで、アニメ第2期放送開始に合わせて『きいてますよ、アザゼルさん。Z』と番組名を変えて配信された。ラジオ第2期。
2015年4月28日より、『「よんでますよ、アザゼルさん」&「よんでますよ、アザゼルさん。Z」応援Webラジオ きいてますよ、アザゼルさん。G』と番組名を変えて配信している。ラジオ第3期。2016年3月27日に発表された第2回アニラジアワードにて、「BEST BENEFIT RADIO ためになるラジオ賞（一般枠）」を受賞した。

### パーソナリティ
- 小野坂昌也（アザゼル篤史役）

### コーナー
よみますよ、アザゼルさん。
ふつおたのコーナー。アニメの感想やパーソナリティへの質問などを紹介する。
依頼ですよ、アクタベさん。
芥辺探偵事務所へ寄せられる悩みを、悪魔的な解決方法で解決していく。
淫奔ですよ、アザゼルさん。
淫奔の能力を使ったようなエロ体験、使いたくなった時の体験談を紹介。
暴露ですよ、ベルゼブブさん。
恥ずかしい体験、人に言いたくない事実を暴露。
革命ですよ、サラマンダーさん。
強く主張したいこと、革命したいことを、パーソナリティがリスナーに代わって叫ぶ。
暴虐ですよ、モロクさん。
暴虐な人に出会った時、暴虐な状態になってしまった時の怒りの体験談を紹介。
嫉妬ですよ、アンダインさん。
嫉妬してしまった時、嫉妬深い人を見た時の体験談を紹介。
傲慢ですよ、ルシファーさん。
自分勝手で傲慢な人のエピソードを紹介。
忘却ですよ、グシオンさん。
忘れてしまいたい思い出、嫌な思い出を紹介。

### メール
送られて来たメールは「いけにえ」と呼ばれる。
- 『よんでますよ、アザゼルさん。』WEBラジオ きいてますよ、アザゼルさん。 メールフォーム - ウェイバックマシン（2011年2月27日アーカイブ分）

### 放送回（ラジオ第1期）
- 第1回 - 第4回 隔週火曜日更新。
- 第5回 - 毎週火曜日更新。

### 放送回（ラジオ第2期）
- 第1回 - 毎週火曜日更新。

### 放送回（ラジオ第3期）
- 第1回 - 隔週火曜日更新。

### DJCD
DJCD きいてますよ、アザゼルさん。（2011年7月6日発売 KICA-3140）
内容は神谷浩史（ベルゼブブ優一役）をゲストに招いての完全新規録りおろし。
DJCD きいてますよ、アザゼルさん。2（2012年2月22日発売 KICA-3191）
内容は神谷浩史（ベルゼブブ優一役）、中井和哉（サラマンダー公威役）をゲストに招いての完全新規録りおろし。
DJCD きいてますよ、アザゼルさん。第3巻（2013年3月27日発売 KICA-3204）
内容は神谷浩史（ベルゼブブ優一役）、草尾毅（サリエル 役）をゲストに招いての完全新規録りおろし。
DJCD よんでますよ、アザゼルさん。Z きいてますよ、アザゼルさん。Z 第1巻（2014年8月27日発売 KICA-3223）
内容は神谷浩史（ベルゼブブ優一役）、岩田光央（セーヤ 役）をゲストに招いての完全新規録りおろし。
DJCD よんでますよ、アザゼルさん。Z きいてますよ、アザゼルさん。Z 第2巻（2014年12月24日発売 KICA-3233）
内容は神谷浩史（ベルゼブブ優一役）、豊永利行（インキュバス 役）をゲストに招いての完全新規録りおろし。

### イベント
公開録音イベント『いやしますよ、アザゼルさん。』が2012年7月29日に開催され「昼の部」と「夜の部」のイベントの模様がDVD化されている。
公開録音イベント『あ○まつりですよ、アザゼルさん。Z』が2014年9月28日に開催され「昼の部」と「夜の部」のイベントの模様がDVD化されている。
イベント『よんでますよ、アザゼルさん。』&『きいてますよ、アザゼルさん。G』Presents『バトルですよ、アザゼルさん。G』が2016年10月8日に開催され、イベントの模様がDVD化されている。

## 舞台
舞台「よんでますよ、アザゼルさん。」というタイトルで2023年2月10日から26日にMixalive TOKYO Theater Mixaにて上演予定。悪魔たちは人形で表現される。1部では本編を上演し、2部では小野坂昌也のアロマリラクゼーション（スペシャルトークライブ）を実施する

### キャスト（舞台）
- アザゼル - 小野坂昌也
- ベルゼブブ - 置鮎龍太郎 / 高橋広樹（Wキャスト）
- サラマンダー - 高木渉
- 芥辺 - 松井勇歩
- 佐隈りん子 - 佐當友莉亜
- アイアム野田
- 石田隼
- 佐藤祐吾
- 高橋良輔
- 石田周作
- 川本成
- バイオリン - 小寺里枝
- モロク - 玄田哲章（声の出演）

### スタッフ（舞台）
- 原作 - 「よんでますよ、アザゼルさん。」久保保久
- 脚本・演出 - 川本成
- 人形製作・操演指導 - 人形劇団ひとみ座